# Akcent rzeźbiarski Ptak
Akcent rzeźbiarski Ptak – zlokalizowany w pobliżu centrum pl. Lotników. w Szczecinie.

## Opis
Akcent rzeźbiarski ma formę zoomorficzną, przedstawia odpoczywającego gołębia ukazanego w pozycji siedzącej na szerokim cokole na planie prostokąta. Zwarta, syntetycznie opracowana gładka bryła koloru ciemnoszarego. Powierzchnia ze śladami piasku i drobnych kamyków.
Ptak pierwotnie ustawiony w południowo-wschodniej części placu, na wysokości ul. Małopolskiej, został przesunięty na obecne miejsce. Uszkodzoną w 2010 roku rzeźbę naprawiono, zrekonstruowano odłamany fragment głowy ptaka.

## Historia
W latach 1981-1982 na zlecenie władz miasta zrealizowano projekt zakładający ustawienie dwunastu akcentów rzeźbiarskich wzdłuż szlaku spacerowego od al. Jedności Narodowej (obecnie al. Papieża Jana Pawła II) do pl. Lotników. Pierwotnie pl. Lotników był terenem zielonym i obiekty zostały zakomponowane jako rzeźby parkowe. W 2002 roku z powodu sprowadzenia kopii pomnika Colleoniego zmodernizowano plac, zmieniając ustawienie i otoczenie rzeźb oraz likwidując w znacznej mierze zieleń i rabaty kwiatowe.
Do dzisiaj zachowało się tylko dziesięć obiektów. Dwa niezachowane akcenty to rzeźba ceramiczna Drzewo Ryszarda Wilka (w pobliżu Rektoratu US) i Niobe Czesława Wronki (za budynkiem magistratu, w pobliżu ul. Moniuszki). Pomysłodawcą przedsięwzięcia był Stanisław Biżek.

## Wymiary
Rzeźba - wys. 70 cm (z cokołem 190) x szer. 74 cm x gł. 130 cm